# Шупенич, Александр
Александр Шупенич (чеш. Alexander Choupenitch, род. 2 мая 1994 года) — чешский фехтовальщик на рапире, бронзовый призёр Олимпийских игр 2020 и чемпионата Европы 2018. Участник Олимпийских игр 2016.

## Биография
Александр Шупенич родился в чешском городе Брно. Его родители — белорусские оперные певцы, работавшие в Национальном театре Брно. Иногда его фамилию пишут как Чупенич: это связано с правописанием его фамилии, так как в документах, выданных родителям Александра для поездок по Европе, использовалось французское написание белорусской фамилии Шупенич. Изначально, Шупенич занимался баскетболом, но позднее перешёл в секцию фехтования клуба Сокол Брно. Его сводной бабушкой является знаменитая советская фехтовальщица Татьяна Петренко-Самусенко.
В 2011 году Шупенич удачно дебютировал на международных соревнованиях, став чемпионом Европы и бронзовым призёром чемпионата мира среди кадетов. В 2012 году он стал серебряным призёром чемпионата мира среди юниоров, а также выиграл юниорский кубок мира. В следующем 2013 году, Шупенич завоевал серебряную медаль чемпионата Европы и бронзу чемпионата мира среди юниоров, при этом став второй год подряд обладателем кубка мира среди юниоров. В 2014 году он стал чемпионом Европы и серебряным призёром чемпионата мира среди юниоров.
В 2016 году принял участие в Олимпийских играх, уступив в первом же бою 1/16 финала со счётом 8:15 Алаэльдину Абуэлькассему из Египта.
В 2018 году на чемпионате Европы в Нови-Саде завоевал бронзовую медаль.
В 2021 году добился самого большого успеха в своей карьере, став бронзовым призёром Олимпийских игр 2020 в Токио.